# Pericolosità idraulica
Con il termine di pericolosità idraulica , in idrologia, si definisce la probabilità che piogge molto forti o abbondanti, combinandosi con le particolari condizioni che caratterizzano un territorio, possano contribuire a provocare una frana o un’alluvione. In questo caso si parla di rischio idrogeologico o idraulico.
Il rischio idraulico corrisponde agli effetti indotti sul territorio dal superamento dei livelli idrometrici critici (possibili eventi alluvionali) lungo i corsi d’acqua principali.

La pericolosità idraulica si differenzia in quattro classi.
- Classe P4: a pericolosità molto elevata, in corrispondenza delle aree allagate per piena con tempo di ritorno T = 50 anni;
- Classe P3: a pericolosità elevata, in corrispondenza delle aree allagate per piena con tempo di ritorno T = 200 anni, con altezza d'acqua h > 0,9 m per qualunque velocità della corrente, con altezza d'acqua h < 0,9 m per velocità v≥ 2 ms−1;
- Classe P2: a pericolosità media, in corrispondenza delle aree allagate per piena con T = 200 anni, altezza d'acqua h < 0,9 m, se la velocità della corrente è v< di 2 ms−1,
- Classe P1: a pericolosità moderata, in corrispondenza delle aree allagate per piena con tempo di ritorno T = 500 anni.